# Savanté Stringfellow
Savanté Stringfellow, född den 6 november 1978 i Jackson, Mississippi, är en amerikansk före detta friidrottare som tävlade i längdhopp.
Stringfellow deltog vid VM 1999 och vid Olympiska sommarspelen 2000 utan att kvalificera sig till finalomgången. Bättre gick det vid VM 2001 då han slutade tvåa efter Ivan Pedroso med ett hopp på 8,24. Under 2002 noterade han sitt personliga rekord utomhus när han hoppade 8,52, en längd som placerar honom bland de bästa genom tiderna. 
Han sista mästerskap blev inomhus-VM 2004 då han vann genom ett hopp på 8,40.